# Papolc
Papolc (románul Păpăuți) falu Romániában Kovászna megyében.

## Fekvése
Kézdivásárhelytől 26 km-re délre, a Háromszéki-havasok szélvédett völgynyílásában, a Papolc-patak mellett fekszik. Zágon községhez tartozik, a község központjától, Zágontól 3 km-re északkeletre van.

## Története
1567-ben Papotz néven említik. 1706-ban vásártartási jogot kapott, melyet később Zágonnak engedett át. 1905-ben a farönkök szállítására iparvasút épült.
1910-ben 4377 lakosából 3635 magyar, 544 román, 76 szlovák, 59 német és 11 rutén volt. Ekkor még Gyulafalva és Komandó is ide tartozott. A trianoni békeszerződésig Háromszék vármegye Orbai járásához tartozott. 1977-ben 1321 lakosából 672 magyar és 649 román volt.

## Látnivalók
- Református temploma 1895-ben épült a régi, ismeretlen korú templom felhasználásával, melynek csak tornya maradt meg.
- Ortodox fatemploma 1814-ben épült.

## Híres emberek
- Itt született 1840-ben Zathureczki Gyula történetíró (†1924).[2]
- Itt született 1855-ben Barabás Samu középkori forráskutató.
- Itt született 1809-ben Kiss Sándor 48-as honvéd ezredes.
- Itt született 1895-ben Sóváry János szobrász.